# Siw Sviggum
Siw Sviggum (8 november 1970) is een Noors langebaanschaatsster. Zij was ook actief onder de naam Siw Helland.
In 1991 startte zij op het EK Allround in Sarajevo.

## Records

### Persoonlijke records[4]
| Afstand    | Tijd    | Datum            | Baan       |
| ---------- | ------- | ---------------- | ---------- |
| 500 meter  | 43,90   | 20 maart 1989    | Heerenveen |
| 1000 meter | 1.28,64 | 29 december 1990 | Tynset     |
| 1500 meter | 2.16,02 | 23 november 1991 | Berlijn    |
| 3000 meter | 4.48,80 | 29 december 1990 | Tynset     |
| 5000 meter | 8.27,09 | 30 december 1990 | Tynset     |